# Антонович Омелян Миколович
Омеля́н Мико́лович Антоно́вич (6 лютого 1914, Долина, нині Івано-Франківської області — 28 лютого 2008, Львів) — український правник, громадський діяч, меценат. Доктор права (1943). Почесний громадянин Львова (2004). Почесний громадянин Долини.

## Життєпис

Родина Антоновичів у 1917 році. Зліва направо: Ірина, мама Єлисавета, Тарас, Омелян, батько Микола, Роман

Учні Долинської народної школи УПТ після першого причастя. 1923. У першому ряду четвертий зліва Мирослав Любачівський, п'ятий — Омелян Антонович

У верхньому ряду перший справа Роман Антонович, другий справа Володимир Горбовий, у нижньому ряду перший справа Омелян Антонович

Долинський краєзнавчий музей Тетяни і Омеляна Антоновичів «Бойківщина» збудований його коштом. Поряд пам'ятник засновникам

Учні Перемиської гімназії 1932 рік. Справа наліво: Б. Вітошинський, Я. Ощудляк, О. Антонович, В. Федак, Б. Козак

Народився 6 лютого 1914 року в місті Долина, нині Івано-Франківської області. Молодший брат Тараса та Романа Антоновичів.
Початкову освіту здобув у Долинській народній школі (Українського педагогічного товариства). Продовжив навчання у Львівській академічній гімназії, а згодом перевівся до гімназії у Перемишлі, яку закінчив у 1932 році.
Вступив в ОУН у Перемишлі, де й був заарештований та засуджений 1933 року на 6 років польської в'язниці. Амністований після трьох років ув'язнення, продовжував правничі студії у Католицькому університеті в Любліні, Вищій торговій академії в Познані та Торговій академії в Берліні. 
У вересні 1941 року заарештований гестапо в Берліні, куди приїхав на зустріч із Степаном Бандерою; перебував у німецьких тюрмах та концтаборі Заксенгаузен два роки та звільнений у 1943 році. В цьому ж році здобув диплом доктора права на юридичному факультеті Українського вільного університету в Празі. 
В 1943 році знову заарештований нацистами за участь в ОУН та ув'язнений в концтаборі Заксенгаузен. В 1945 році звільнений, проживав в Мюнхені.
В 1946 році одружився з доктором медицини Тетяною Терлецькою.
Упродовж 1945–1948 років працював у закордонному представництві Української головної визвольної ради (УГВР) в Мюнхені. У 1948-1949 рр. працював перекладачем і помічником консула США в Мюнхені.
У грудні 1949 року виїхав до США. Протягом 1951–1960 років працював у закордонному представництві УГВР у Вашинґтоні. 
З 1960 року займався фермерством, очолював «Об'єднання українців Вашинґтона». 
У 1980 році разом із дружиною заснував Фундацію Омеляна та Тетяни Антоновичів, яка реалізувала значну кількість благодійних та культурних проектів.
Помер 28 лютого 2008 року у Львові, похований у родинному гробівці Лопатинських на Личаківському цвинтарі.

## Нагороди
- Указом ПРЕЗИДЕНТА УКРАЇНИ №33 від 17 січня 2008 року нагороджений орденом князя Ярослава Мудрого V ступеня.[2]
- У 2004 році нагороджений Києво-Могилянською академією медаллю Петра Могили.[3]

## Праці
- Омелян Антонович. Спогади. К., 1999. Ч.1
- Омелян Антонович. Спогади. К., 2003. Ч.2